# Caius Iulius Caesar
Caius Iulius Caesar (vagy Gaius Julius Caesar ; i. e. 100. július 12./13. – i. e. 44. március 15.) római hadvezér és politikus. Fontos szerepet játszott a köztársaság felszámolásában és a császárság intézményének létrehozásában. Elfoglalta Galliát, és elsőként vezetett hadjáratot Britanniába – mindkettőt saját kezdeményezésre. Minden idők egyik legnagyobb hadvezére (stratégája) volt és nagyszerű politikus is (mindkettő alatt leginkább az értendő, hogy kitűnően tudott bánni az emberekkel). Jelentősége az ókor történetében Nagy Sándoréval vetekedik.
Kiépülő egyeduralma a királyságot (egyszemélyi uralmat) átoknak tekintő Rómában hamar komoly ellenérzésekkel találkozott. Polgárháború bontakozott ki ellene, amit megnyert, és az így létrejött birodalom vitathatatlan urává lett. Mélyreható reformokba kezdett. Élethossziglani dictatorrá nyilvánította magát és erőteljesen központosította a köztársaság kései éveiben szétzilálódott közigazgatási rendszert. Mondhatni, mindent sikerült megnyernie, csak polgártársait nem: Róma nem tolerálta őt. Az egyre hangosabb zúgolódást és a diktatúrát látva Marcus Brutus és több szenátor összeesküdött és meggyilkolták Caesart, abban a reményben, hogy sikerül megmenteniük a köztársaságot. A merénylet után azonban polgárháború tört ki Caesar hívei (Octavianus, Marcus Antonius, Lepidus) és a köztársaságiak (Brutus, Cassius, Cicero és még sokan mások) között.
… törékeny alkatú férfi volt, bőre sima és fehér; gyakran fejfájás és epileptikus rohamok gyötörték. (…) Gyenge egészségi állapotát nemhogy ürügyül használta volna a kényelmes, elpuhult életre, hanem ellenkezőleg, a hadviselést tekintette a legkitűnőbb gyógymódnak.

## Fiatalkora
Caesar Róma városában, annak plebeiusok lakta részén (a Suburra) egy insulában (lakóház) született, patricius családban, őseit Iulusig, Aeneas trójai herceg fiáig vezette vissza. Apja Caius Iulius Caesar a praetori tisztségig vitte karrierjét, a Iulia gens tagja. Anyja Aurelia Cotta, az Aurelia gensből. Testvére volt Iulia Caesaris, aki Octavianus nagyanyja. Viszonylagos jómódban éltek, habár családja nem számított gazdagnak a római nemesség többségéhez képest. Apja i. e. 85-84 körül halt meg, amikor Caesar 16 éves volt. Apai nagynénje, akit ugyancsak Iulia Caesaris néven neveztek, Caius Marius felesége volt, a tehetséges hadvezérnek, aki megreformálta a római hadsereget. Ezt követően Marius jóvoltából megkapta első hivatali megbízatását, megválasztották Juppiter papjának (flamen Dialis). Tizenhét évesen szerelemből házasodott, Lucius Cornelius Cinna – Marius legnagyobb támogatója, Sulla ellensége – leányát, Corneliát vette feleségül. Hamarosan megszületett az első – és egyetlen törvényes – gyermeke, Iulia.
Marius életének alkonyán, i. e. 86-ban a római belpolitika fordulóponthoz érkezett. Ebben az időben a római politikusok két részre szakadtak: néppártra és optimatákra. Az előbbiek vezére Marius, az utóbbiaké Lucius Cornelius Sulla volt. A két csoport közötti sorozatos viták polgárháborúhoz vezettek, majd Sulla magához ragadta a hatalmat, és diktatúrát vezetett be. Caesar családja – apósa, Cinna és nagybátyja, Marius – révén a néppárthoz kötődött.
Amikor Sulla megnyerte a polgárháborút, Caesar helyzete tovább romlott: a diktátor i. e. 82-ben elrendelte, hogy váljon el Corneliától. Caesar ezt megtagadta, inkább elhagyta Rómát, önkéntes száműzetésbe vonult. Megfosztották papi méltóságától, elkobozták felesége hozományát és családi öröksége egy részét is elvesztette; törvényen kívülivé vált. Később Sulla befolyásos emberek közbenjárása révén megbocsátott neki és családjával együtt hazatérhetett. Nem maradt azonban sokáig Rómában, hanem beállt a seregbe; Asia és Cilicia tartományban szolgált.
Kis-ázsiai szolgálata során több csatában is részt vett. I. e. 80-ban Thermus vezette seregben harcolva kulcsszerepet játszott Milétosz ostrománál. Bátorságával számos legionárius életét mentette meg, ezért később kitüntetésként megkapta a corona civicát (tölgykorona), amely az egyik legmagasabb katonai kitüntetés volt, ezzel Sulla törvényei értelmében a szenátus tagjává vált.
I. e. 78-ban Sulla meghalt, Caesar pedig visszatért Rómába, megkezdte politikai pályafutását. Hamar kitűnt szónoki képességeivel és azzal, hogy kíméletlenül támadta a provinciákban visszaéléseket elkövető helytartókat. Még Cicero is elismerte tehetségét. Caesar retorikai tanulmányok folytatása céljából i. e. 75-ben Rodoszra utazott, de útközben kilíkiai kalózok fogságába esett, akik váltságdíj ellenében akarták szabadon engedni. A kalózok 20 talentum aranyat követeltek érte, ő azonban ezen felháborodott, és 50 talentumban határozta meg saját értékét. (20 talentum egy szenátor, míg 50 talentum egy tekintélyes consul értéke volt). Mikor szabadon bocsátották, Caesar alaposan megfigyelte a kalózok búvóhelyét, majd flottát toborzott, melynek élén lerohanta a kalóztámaszpontot. A foglyokat Asia provincia helytartója börtönbe zárta, de Caesar enyhének találta az ítéletet, ezért Pergamonba, a provincia székhelyére ment, kihozatta a börtönből és keresztre feszíttette őket, ugyanis fogsága idején többször megígérte a kalózoknak, hogy így fog elbánni velük, de azok kinevették, mert azt hitték, hogy viccel. A Suetonius római és Plutarkhosz görög–római életrajzírók által lejegyzett történet rabidőszakáról Szálinger Balázs írt Köztársaság címmel színdarabot , amit 2012-ben a Színházi Dramaturgok Céhe az évad legjobb magyar drámájának választott.

## Politikai pályafutása

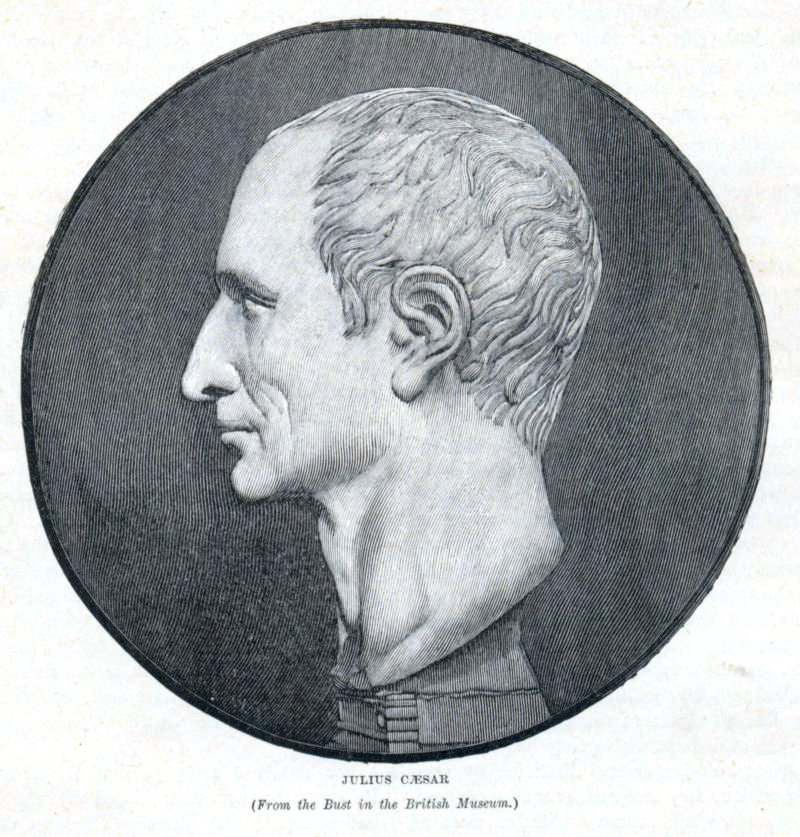
Julius Caesar, British Museumban lévő mellszobráról készült rajz a Cassell's History of England (1902)-ból

Caesart i. e. 70-ben megválasztották quaestornak, és ebben a minőségében Hispania Ulterior (a mai Portugália és Dél-Spanyolország részén elterülő) tartomány pénzügyeit és adminisztrációját felügyelte.
Hamarosan megvált hivatalától, hogy visszatérhessen Rómába; és bár szeretett feleségének elvesztése nagy fájdalmat okozott számára, egy év múlva házasságot kötött Quintus Pompeius Rufus consul és Cornelia Sulla (Lucius Cornelius Sulla leánya) lányával, Pompeiával i. e. 67-ben. Caesar támogatta az Aulus Gabinius néptribunus által előterjesztett Lex Gabiniát, amely Pompeiusnak korlátlan hatalmat biztosított a szicíliai kalózok felett, majd később a VI. Mithridatész pontoszi király elleni háborúban. Nyilvánvalóan a Róma nagy hadvezérével fenntartott jó kapcsolat később még Caesar hasznára vált. Pompeius és Crassus viszálykodása nem gátolta előmenetelét: Crassus a következő években folyamatosan segítette Caesart, hogy rendezhesse adósságait.
Caesar a Via Appia – amely Rómától Cumaen keresztül az olasz csizma sarkáig húzódott – curatoraként szolgált, ami nagy jelentőséggel bíró beosztás volt. Bár Caesar számára ez nagyon költséges volt, nagy tekintélyt biztosított az ifjú szenátor számára, ami Crassus támogatásával elérhetőnek bizonyult. Ez idő alatt szintén folytatta bírói pályafutását egészen aedilis curulisszé választásáig, i. e. 65-ig. Az aedilis curulis feladata templomok, középületek építése és karbantartása, valamint a forgalom és Róma mindennapi életével kapcsolatos dolgok megszervezése volt, de az aedile talán legfontosabb feladata a nyilvános játékok megszervezése és a Circus Maximus igazgatása volt. Ebben az időben Caesar közel állt a szinte teljes anyagi csődhöz, de a nép körében nagy tekintélyre tett szert az általa szervezett látványos játékokkal. Látványosságként apja tiszteletére Caesar 320 pár ezüst gladiátorpáncélt állított ki hatalmas költségek árán.
Caesar további tervei között szerepelt szobrot állítani Mariusnak. Ez nagy felháborodást keltett a szenátus körében, de népszerűsége szinte érinthetetlenné tette. Más eszközökkel persze akadályozhatták politikai pályafutását, amikor Caesar az egyiptomi zavargások elfojtásának élére volt jelölve, nem kapott elég támogatást a tisztség betöltésére. Caesar az évet aedileként zárta nagy dicsőségben és teljes anyagi csődben. Adósságai több száz arany talentumra (amely több millió dollárnak felel meg) rúgtak, ami a jövőbeli politikai karrierjét akadályozta.
Ennek ellenére aedilisként elért sikerei nagyban hozzájárultak pontifex maximusszá való választásában, i. e. 63-ban, az előző pontifex, Quintus Caecilius Metellus Pius halála után. Ez a hivatal a Forumon lévő Domus Publicával járt, ami az összes római vallási ügyért való felelősséget és a Vesta-szüzek őrzését jelentette. Caesar számára ez a pénzügyi adósságaitól való megszabadulást is jelentette, mivel pontifexszé választása egész életre szóló volt. Bár gyakorlatilag ez nem politikai hivatás volt, a főpapi méltóság jelentős előnyt jelentett a szenátussal szemben, és lehetősége nyílt a törvényhozásba való beleszólásra.
Caesar pontifexként való debütálását botrányok kísérték. Cornelia halála után feleségül vette Pompeiát, Sulla unokáját i. e. 67-ben. Pompeia mint a pontifex felesége szintén fontos személyiség volt, és az ő feladatai közé tartozott a Bona Dea fesztivál megszervezése decemberben. Ezen a szent rituálén kizárólag nők vehettek részt, de ennek ellenére Publius Clodius Pulchernek sikerült belopóznia női álruhában. Ez szentségtörésnek számított, így Pompeiát válás fenyegette. Bár Caesar személyesen azt állította, hogy Pompeia ártatlan volt az ügyben, de Caesar feleségének, mint a Caesar család minden tagjának, minden gyanú felett állónak kellett lennie.
Az i. e. 63-as év nehézségeket hozott nemcsak Caesar, hanem az egész Római Birodalom számára. Caesart városi praetorrá választották, de még mielőtt elfoglalhatta volna hivatalát, kitört a Catilina-összeesküvés. Lucius Sergius Catilina, a kétszeres consuljelölt ellen a köztársaság megdöntésére irányuló fegyveres összeesküvés volt a vád. Catilina bűnössége vitatott. Az i. e. 63-as választásokon Marcus Tullius Cicero került ki consulként Catilinával szemben.
Nem sokkal ezután Crassus névtelen levelet kapott, amelyben bizonyos szenátorokat Róma elhagyására figyelmeztettek az állami vezetők ellen tervezett tömeggyilkosság elkerülése végett. Crassus odaadta a levelet Cicerónak, aki a szenátus elé terjesztette az összeesküvés tervét. Sokan a szenátusban ezt nem hitték el, azt gondolták, Cicero ezzel csak politikai előnyre akar szert tenni. Végül Cicero szónoki képességével meggyőzte a szenátust az igazáról, és felhatalmazást kapott az összeesküvők megbüntetésére. Az első számú célszemély Catilina volt, ezért úgy döntött, elmenekül Rómából, előtte még egy cselszövést szervezett Cicero meggyilkolására. Az nem járt sikerrel, Catilina elmenekült és Etruriában a felkelőkhöz csatlakozott.
Catilina öt társát vizsgálat nélkül halálra ítélték, ugyanis száműzetésük esetén a bűnözők Catilina etruriai csapataihoz csatlakozhattak volna. A szenátus tanácskozása alatt Caesar azon pár ember közé tartozott, akik a halálbüntetés ellen szóltak. Őt ellenvéleménye miatt azonnal a cselszövésben váló részvétellel vádolták – bár ez nem volt bizonyított. Cato kitartó ragaszkodásának köszönhetően az öt bűnöst még aznap kivégezték. Ugyanezen a napon került a nyilvánosság elé Caesar ügye Servilia Caepionisszal. Servilia egy levelet küldött Caesarnak, és emiatt Cato ismét összeesküvéssel vádolta Caesart. Ő átadta a levelet Catónak, Servilia féltestvérének. Amint Cato elolvasta a levél tartalmát, undorral félredobta azt.
Ha Caesar bele keveredett is a Catilina-ügybe, maradandó kárt nem okozott számára. A következő évben megkezdte városi praetorkénti működését. A főváros helyreállítására szeretett volna egy bizonyos összeget kapni, de az ellenzékkel szemben ez sikertelen próbálkozásnak bizonyult. Ezzel megerősítette pozícióját Pompeius mellett, aki visszatérőben volt a keleti hadjáratokról. Visszatérése nyugtalanította az ellenzéket, akik féltek a Sulla-stílusú Rómába meneteléstől és a diktatúrától. A várost és környékét stabil környezetként akarták feltüntetni, amelynek nincs szüksége Pompeiusra, hogy visszaállítsa a rendet. Ennek ellenére Pompeius szövetségese, Caesilius Metallus Nepos a szenátus elé terjesztette Pompeius azon kérelmét, mely szerint Itáliában szeretné veteránjait letelepíteni. Caesar támogatta Nepost és Pompeiust, de Cato elvetette a javaslatot. Nepos elhagyta Rómát, hogy Pompeiushoz csatlakozzon, és Caesart megfosztották a praetorátustól. De amikor a tömeg támogatása veszéllyel fenyegetett, visszaállították pozíciójába. Ő lecsillapította a tömeget, mielőtt bármilyen erőszakos cselekedetre sor került volna.

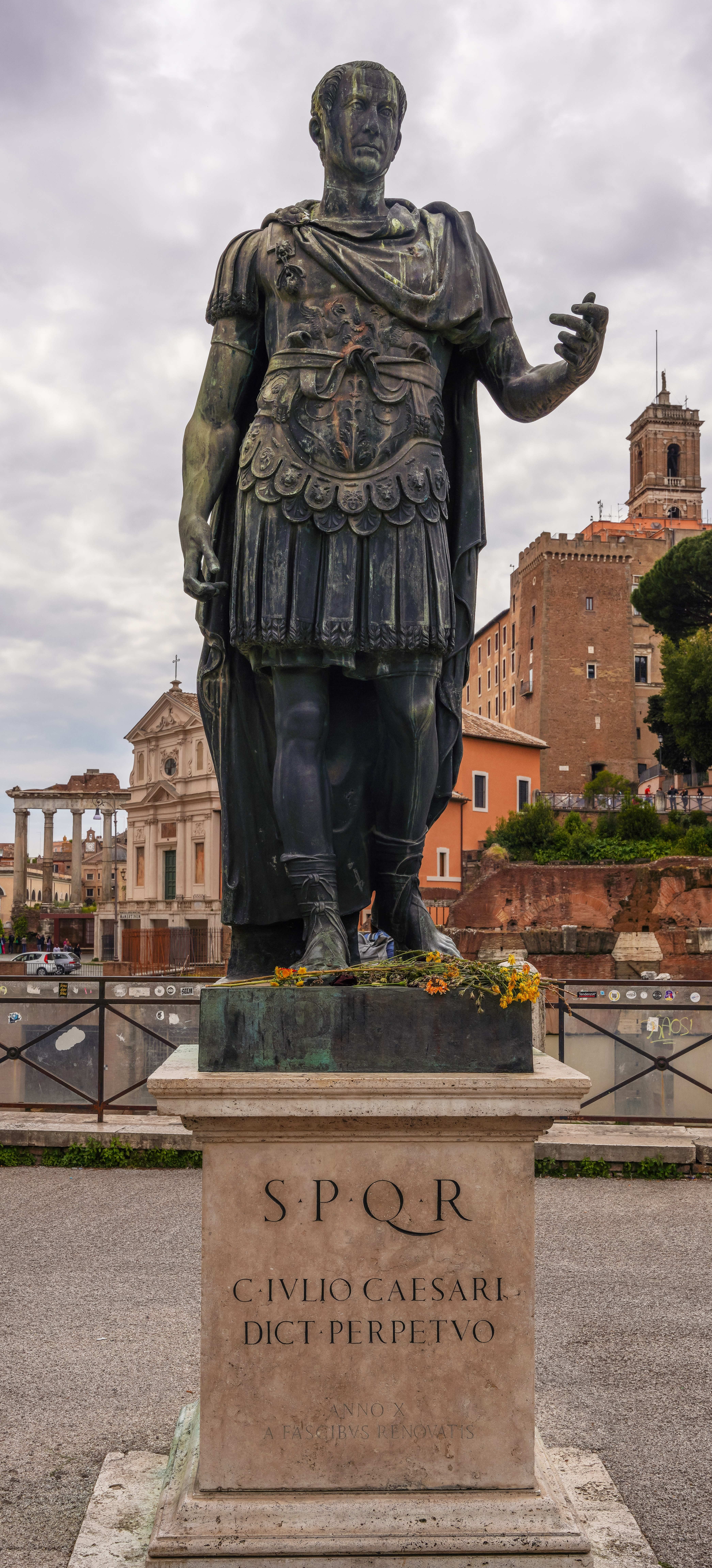
Julius Caesar szobra a Forum Romanumon

Praetorsága vége felé Caesar ismét komoly veszélybe került az adósságai miatt. Crassus – megmentve barátját és szövetségesét – a 20 millió denariusos adósságának negyedét törlesztette. I. e. 61-ben Caesart Hispania propraetorává, kormányzójává nevezték ki, ahol már előzőleg quaestorként szolgált. Ezzel a potenciálisan jövedelmező kinevezéssel hitelezői csökkentették követeléseiket. Nem élve a lehetőséggel, Caesar hamarabb elhagyta Rómát, mint ahogy azt új kötelezettségei megkövetelték volna.
Caesar és kísérete gyorsan vágtatott, 8 nap alatt elérve a Rhône-t, ezzel előre jelezve jövőbeli képességét seregeinek gyors előrehaladására. Az úton kíséretének több tagja megjegyezte a barbár és megítélésük szerint silány vidéki életkörülményeket. Caesar erre ambiciózusan megjegyezte: szívesebben lennék az első ember ezek közt a népek közt, mint második ember Rómában. Kormányzósága alatt Caesar megerősítette a gallokkal való jó viszonyt, ami későbbi terveiben fontos szerepet játszott.
Hispániába érkezve Caesar katonai vezetőként jelentős hírnévre tett szert. I. e. 61 és 60 között számottevő győzelmet aratott a galíciaiak és a luzitánok felett. Előre haladt az Atlanti-óceán felé, és leigázta az északnyugati törzseket, amelyek ezelőtt még soha nem hajoltak meg Róma előtt. A háborúk alatt jelentős haszonra tett szert, amellyel biztosította adósságainak fedezetét, embereinek jelentős részt juttatott a zsákmányból, és a római kincstárt is gyarapította. Egyik győzelme során emberi imperátorként köszöntötték, ami alapvető szempont volt a római diadalmenetre való jogosultságra. De Caesar egy rettenetes dilemmával szembesült. I. e. 59-ben consulátusra pályázott, ami Rómában való jelenlétét követelte, ugyanakkor a diadalmenetben való megtiszteltetést is akarta. Az ellenzék ezt felhasználta ellene, a városon kívüli várakozásra kényszerítve, amíg a diadalmenetet jóváhagyják. Ezzel a várakozással elveszíthette volna az esélyt a consulátusra. I. e. 60 nyarán ellenfelei nagy meglepetésére Caesar belépett Rómába, hogy a Római Köztársaság legmagasabb politikai beosztásáért küzdjön, lemondva ezzel a diadalmenetről.

## Az első triumvirátus és a gall háború
Politikai céljai eléréséhez Caesarnak szövetségesekre volt szüksége, és ott talált rájuk, ahol ellenségei nem is sejthették volna.
Cnaeus Pompeius Magnus, a nagy hadvezér sikertelenül harcolt a szenátussal, hogy veteránjai földhöz jussanak. Marcus Licinius Crassus, egykori consul – állítólag Róma leggazdagabb embere – szintén problémákkal küszködött, hogy megnyugvást szerezzen a publicani kliensei számára, akik a római adó begyűjtéséért feleltek. Caesarnak mindenképpen szüksége volt Crassus pénzére és Pompeius befolyására, így hamarosan, i. e. 60-ban megalakult nem hivatalosan az első triumvirátus. Hogy megerősítsék a szövetséget, Pompeius feleségül vette Julia Caesarist, Caesar egyetlen lányát. A nagy korkülönbség és neveltetésbeli eltérés ellenére ez a politikai házasság igazi szerelemnek bizonyult.
I. e. 60-ban (vagy 59-ben) a comitia centuriata Caesart a Római Köztársaság consuljává választotta. Partnere politikai ellenfele Marcus Calpurnius Bibulus az optimata párt tagja és Marcus Porcius Cato. Bibulus consulságának első tetteként visszavonult a politikai életből, hogy az eget fürkéssze. Ez a nyilvánvalóan kegyes döntés Caesar consuli életének megnehezítésére irányult. Római szatíraírók erre az évet Julius és Caesar consulátusának emlegették. A nehéz consuli éveket követően Caesart 5 évre Gallia Transalpina és Illyricum (Dalmácia partvidéke) proconsuli kormányzójává nevezték ki. Előtte azonban „rendet csinált” Rómában. A patríciusból néptribunussá választott Clodius segítségével száműzetésre ítéltette Cicerót. Catónak csupán ciprusi megbízást kellett elfogadnia. Ezt követően Galliába távozott.
Caesar, megelégelve a tétlen kormányzóságot elindította a gall háborúkat (i. e. 58–49), amelyben meghódította a gallokat, valamint Germania egy részével együtt Rómához csatolta őket.
I. e. 58-ban Caesar legyőzte a helvétek törzsét (a mai Svájc területén), a belga konföderációt és a nerviusok törzsét i. e. 57-ben és a venetákat i. e. 56-ban. Kr. e. 55. augusztus 22-én megpróbálkozott egy britanniai invázióval, i. e. 52-ben legyőzött egy gall csapatot, ami Vercingetorix vezetése alatt állt az alesiai csatában. Caesar a saját élménybeszámolóját a hadjáratról a Commentarii de bello Gallicóban („A gall háború”) írta le.

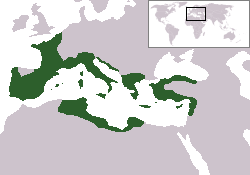
A Római Köztársaság Julius Caesar alatt

Plutarkhosz szerint az egész hadjárat 800 meghódított várost, 300 leigázott törzset, egymillió rabszolgának eladott embert és hárommillió csatában elesettet eredményezett. A korabeli történészek közismerten eltúlozták az ilyesfajta számokat, de Caesar gall hadjárata mindenképp a legnagyobb volt Nagy Sándor hadjárata óta. A győzelem is sokkal tartósabb volt, mint Nagy Sándoré, a gallok sosem kapták vissza kelta azonosságukat, sosem próbálkoztak egyetlen nemzeti felkeléssel, és hűek maradtak Rómához egészen a Nyugatrómai Birodalom bukásáig, 476-ig.
Időközben Rómában Clodius átvette az irányítást Pompeiustól, amit a triumvir azzal próbált meg orvosolni, hogy – Caesarhoz hasonlóan – maga is felbérelt egy néptribunust, Milót. Ám csak azt érte el, hogy Róma utcái Clodius és Milo párthíveinek csataterévé váltak. Mindezek miatt Caesar találkozóra hívta a triumvireket Lucába i. e. 56 tavaszán. Ezen Róma mintegy 120 fő tisztviselője és 200 consulja vett részt.
A lucai értekezlet úgy döntött, hogy i. e. 55-ben Crassus és Pompeius lesznek a consulok, azt követően pedig öt évre megkapják Syria és Hispania helytartói posztját. Caesar galliai helytartóságát pedig további öt évre, i. e. 49-ig meghosszabbítják, kikötve, hogy a következő évben, 48-ban pályázhat a consuli hivatalra. Annak ellenére, hogy a szenátus köreiben továbbra is népszerűtlen maradt (azt gyanították, hogy királyi babérokra pályázik), hatalma és sikerei következtében a lucai tanácskozás döntéseit a szenátus elfogadta.
Bár az értekezlet formailag megújította a triumvirátust, az mégsem lett hosszú életű. Crassus keleten a pártusokkal vívott harc során i. e. 53-ban elesett. Pompeius felesége, Caesar lánya, Julia 54-ben meghalt, maga Pompeius pedig egyre inkább a szenátus oldalára állt. Caesar megpróbálta a családi kapcsolatokat újraépíteni. Egyik terve az volt, hogy elveszi Pompeius egyik lányát, illetve felajánlotta egyik unokahúgát feleségül, de Pompeius ezt elutasította. Ehelyett feleségül vette Cornelia Metellát, Metellus Scipio, Caesar egyik legnagyobb ellenségének lányát. Ugyanebben az évben, 52-ben pedig dictator, majd apósával együtt consul lett – a szenátus támogatásával.

## A polgárháború

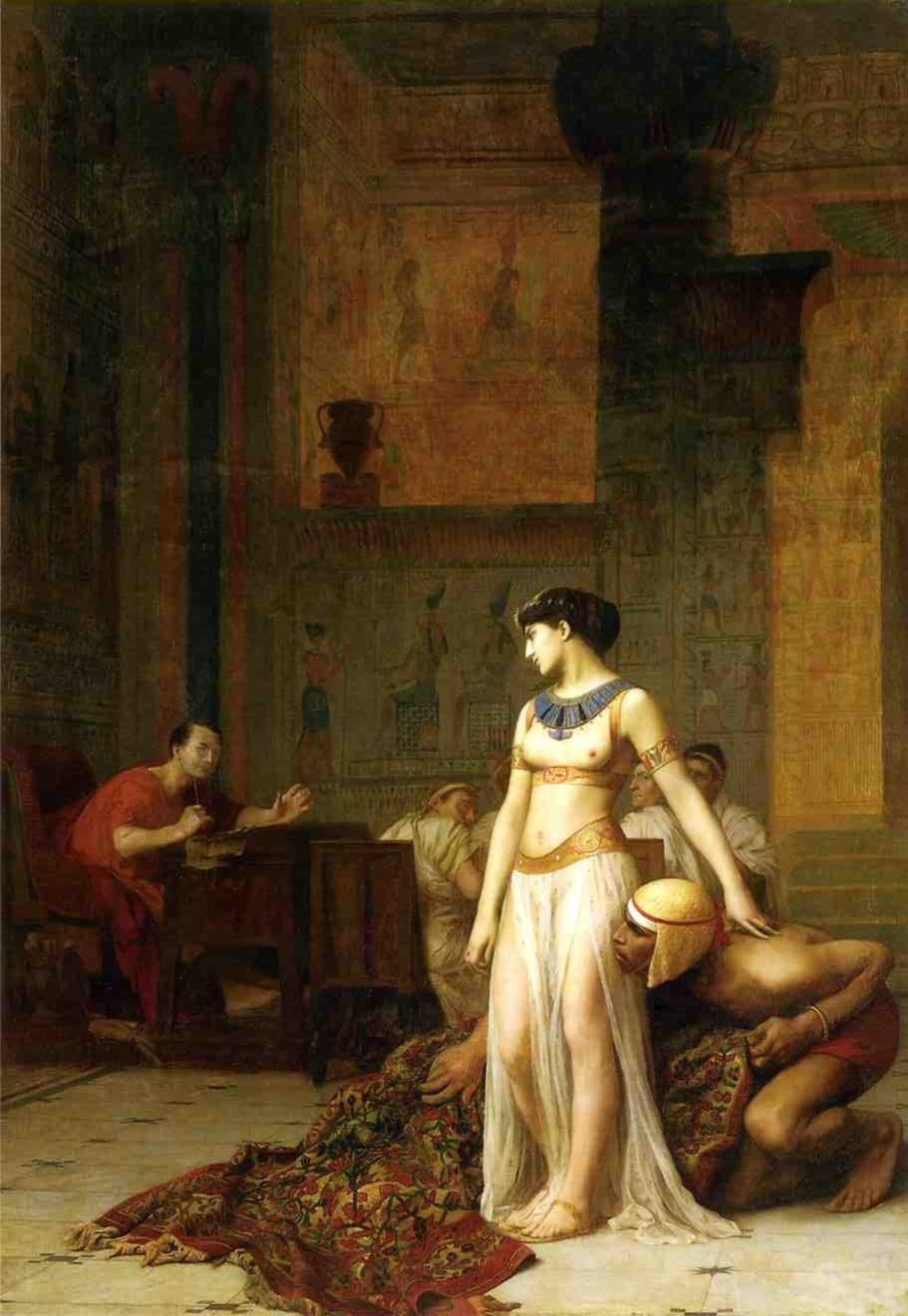
Caesar és Kleopátra (Jean-Leon Gerome festménye

Caesar azt tervezte, hogy – bár megbízatása 49. március 1-jén járt volna le – 48. január 1-jéig marad Galliában, csapatai élén, majd közvetlenül ez után foglalná el consuli méltóságát. Így hivatali ideje egy napig sem szünetelt volna. Ehelyett azonban i. e. 50-ben a szenátus Pompeius vezetésével visszarendelte Caesart Rómába, hadseregét pedig feloszlatták, mivel a proconsuli megbízatása lejárt. Emellett megtiltották Caesarnak, hogy második consulátusra pályázzon. Caesar úgy gondolta, hogy vádat emelnek ellene, és politikailag kirekesztett lesz, amint Rómába érkezik, mivel már nem élvezte consuli mentelmi jogát és csapatának támogatását sem. Pompeius árulással és engedetlenséggel vádolta őt. I. e. 49. január 10-én Caesar átlépte a Rubico (vagy Rubicon) folyót csupán egyetlen légióval, és ezzel polgárháborút indított el. A történészek véleménye megoszlik arról, mit is mondott pontosan Caesar a Rubico átlépésekor, a legelterjedtebb „Alea iacta est”, azaz „A kocka el van vetve” mondás.
Az optimaták, köztük Metellus Scipio és Cato délre menekültek, mivel nem tudták, hogy Caesar csak a 13. légiójával érkezett. Caesar egészen Brundisiumig követte Pompeiust, mivel bízott abban, hogy szövetségüket helyreállíthatja. Pompeius elmenekült előle, de Caesar egy megdöbbentő, 27 napos menetelés után Hispániába érkezett, ahol legyőzte Pompeius hadait. Visszatért Keletre, hogy Pompeiust ellenállásra késztesse Görögországban, ahol i. e. 48. július 10-én Dyrrachiumnál éppen csak elkerülte a végzetes vereséget. Végül Pharsalusnál rendkívül rövid ütközetben legyőzte Pompeiust, annak ellenére, hogy 
Pompeiusnak jelentős számbeli fölénye volt (közel kétszer annyi gyalogsággal és jelentősebb lovassággal rendelkezett, mint Caesar).
Pompeius Egyiptomba menekült, ahol XIII. Ptolemaiosz egyik tisztje meggyilkolta. Caesart Rómába visszatérve dictatorrá nevezték ki, majd 11 nap után lemondott, és egy második terminusra consullá választották Vatia Isauricusszal együtt. Követte Pompeiust Egyiptomba, ahol csapatával letáborozott, és beavatkozott a XIII. Ptolemaiosz fáraó és nővére, VII. Kleopátra fáraónő közt dúló polgárháborúba Pompeius meggyilkolása miatt, ahol Kleopátra oldalára állt. Állítólag Caesar elsírta magát Pompeius levágott feje láttán, amelyet Ptolemaiosz kamarása ajándékként adott át neki. Egy konfliktusban Caesar legyőzte Ptolemaiosz csapatait, és Kleopátrát hatalomra segítette, akitől Caesar egyetlen fia született, XV. Ptolemaiosz Kaiszar, ismertebb nevén Caesarion. Caesar és Kleopátra sosem házasodott össze.
I. e. 47 elejét Caesar Egyiptomban töltötte, majd a Közép-Keletre ment, ahol megsemmisítette II. Pharnaces seregeit a zelai csatában. Az ütközet kimenetele olyan gyorsan eldőlt, hogy Caesar a következőképpen emlékezett meg a csatáról: „Jöttem, láttam, győztem.” (Veni, vidi, vici). Onnan Rómába ment, ahol újjászervezte a Római Köztársaság alkotmányát. Dictator, élethossziglani censor és öt évre consul lett. 47 végén még átkelt Africába, hogy Pompeius megmaradt támogatóival leszámoljon. I. e. 46-ban gyors győzelmet aratott Metellus Scipio és Cato csapata felett Thapsusnál. Azonban Pompeius fiai, Gnaeus Pompeius és Sextus Pompeius, Titus Labienusszal – Caesar legatus propraetorja, valamint a gall háború parancsnoka – elmenekültek Hispániába. Caesar üldözőbe vette őket, és i. e. 45-ben végső csapást mért a megmaradt ellenzékre. Ez idő alatt Caesart harmadszor és negyedszer is consullá választották 46-ban (Marcus Aemilius Lepidusszal) és 45-ben (társ nélkül).
Caesar a polgárháború történetét a Commentarii de bello civili (Feljegyzések a polgárháborúról) című munkában írta meg.

## A háború után
I. e. 45-ben Caesar visszatért Itáliába. Visszatérésekor első dolgai közé tartozott, hogy végrendeletét elkészítse, Octavianust téve meg örökösévé. Caesar azt is meghagyta, hogy ha Octavianus még előtte meghalna, úgy Brutus örököl mindent. Ez arra az esetre is vonatkozott, ha Octavianus az öröklés után halna meg, Brutus örökölne mindent Octavianustól. A szenátus már Caesar távollétekor megelőlegezte neki a bizalmat. Mivel Caesar megbocsátott ellenségeinek, ezért nem alakult ki igazi ellenállás.
Április 21-én Caesar győzelmének tiszteletére nagy ünnepséget és játékokat rendeztek. Egyszerre négy diadalmenetet tartott: Gallia és Egyiptom meghódítására, valamint Pharnaces és Juba legyőzésére. A játékokkal egyetemben Caesar abban a megtiszteltetésben részesült, hogy a diadali öltözéket viselhette, beleértve a bíbor palástot (a római királyokra emlékezve) és a babérkoszorút minden nyilvános eseményen. Caesar kizárólagos használatára hatalmas birtokot adományoztak Róma költségén. Az Imperator titulust élete hátralévő részében viselhette. Elefántcsont képmását minden nyilvános vallási körmeneten hordozták.
Quirinus templomában egy másik szobrot emeltek Caesarnak, „A legyőzhetetlen istennek” felirattal. Mivel Quirinus a városalapító és Róma első királyának Romulusnak volt az istenített mása, ez Caesart nemcsak az istenek szintjére emelte, hanem egyenlővé tette őt az ősi királyokkal is. A harmadik szobrot a hét római király és Lucius Iunius Brutus (aki a királyok kiűzésére szervezett felkelést vezette) mellett állították fel. Tovább fokozva a botrányt, Caesar saját képmásával pénzt veretett. Ez volt az első eset Róma történetében, hogy élő ember szerepelt pénzérmén.

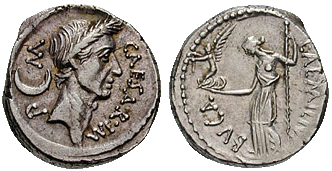
Caesar volt az első élő ember, akit a Római Köztársaság egy érméjén ábrázoltak

Amikor Kr. e. 45 októberében Caesar visszatért Rómába, feladta a negyedik consuli megbízatását, és Quintus Fabius Maximuse és Gaius Treboniust nevezte ki utódjaként a consuli székbe. Ez nagyban irritálta a szenátust, mivel ezzel teljesen semmibe vette a köztársaság választási rendszerét, és saját szeszélye szerint döntött. Egy ötödik diadalmenetet is tartott a hispániai győzelme dicsőségére. A Libertas templomot szintén az ő tiszteletére építették, valamint a Liberator titulust is megkapta, és élete végéig consullá választották. Róma szintén hajlandónak tűnt eddig példátlan módon Caesart az egyetlen rómaivá nyilvánítani, aki az imperiumot birtokolja. Így Caesar immunissá válhatott minden nyilvános vád alá helyezéstől, és gyakorlatilag a légiók legfelső parancsnokává vált.
További megtiszteltetésként jogot kapott arra, hogy ő nevezze ki a magistratus felét, amely egyébként választással dőlt el. Ő nevezte ki a magistratusokat minden hatáskörbe, amely ezelőtt a szenátus feladata volt. Születésének hónapját, Quintilist átnevezték Juliusra, születésnapját, július 13-át nemzeti ünneppé nyilvánították. Még a közgyűlés egyik csoportját is róla nevezték el. A Flamen maior templomot és papságot a családja tiszteletére alapították.
Caesarnak volt egy reformterve: beiktatott egy rendeletet, miszerint 20 és 40 év közötti római polgár nem hagyhatja el Itáliát több mint 3 évre, hacsak nem katonai szolgálatot teljesít. Ez elméletileg megőrizte volna a helyi birtokok működését, az üzleteléseket és megakadályozta volna a külföldi korrupciót. Ha a társadalmi elit egy tagja rangján aluli személyt bántalmazott vagy megölt, akkor az elkövető vagyonát elkobozták. Caesar demonstrálta, hogy az állam érdekeit tartja szem előtt, de meg volt arról győződve, hogy ő az egyetlen ember, aki irányíthatja azt. Az adósságok egy negyedének csökkentése nagy megkönnyebbülést okozott a népnek, és ez nagyban hozzájárult, hogy még nagyobb népszerűségre tegyen szert.
Caesar szigorúan korlátozta az állami támogatású gabona vásárlását, a prostituáltakat és a jómódúaknak megtiltotta az állami támogatású gabona felvásárlását. Tervei voltak a veteránok közti föld elosztására és veterán kolóniák alapítására Itália-szerte. A legszélesebb körű reformját akkor hozta, amikor pontifex maximusként parancsot adott a római naptár teljes átszervezésére, megalapítva a 365 napos évet, 4 évenkénti szökőévvel (ezt a Julián naptárt XIII. Gergely pápa 1582-ben módosította a mai naptárrá). Ennek eredményeként az i. e. 46. év 445 napos volt, hogy a naptárt összhangba hozzák a csillagászati megfigyelésekkel.
A szenátus létszámát 900 főre növelte, a római proletariátus létszámát – a korábbi 320 000-ről földosztással, zsoldostoborzással 150 000 főre csökkentette.
Továbbá nagy nyilvános munkák vették kezdetüket. Róma nagy kiterjedésű város volt, nem éppen figyelemreméltó téglaépületekkel, ezért a városnak megújításra volt szüksége. Az új márvány Rostra, a piactér, valamint több palota ekkor épült. A nyilvános könyvtár, a nagy tudós Marcus Terentius Varro segítségével szintén építés alatt állt. A szenátus háza, a Curia Hostilia, amelyet nemrégiben újítottak fel háttérbe szorult egy új márvány épület miatt, amit Curia Juliának hívtak. A pomeriumot (a város szent határa) szintén kibővítették, hogy további terjeszkedésnek adjon helyet.
Plutarkhosz feljegyezte, Caesar közölte a szenátussal, hogy talán inkább csökkenteni kéne a tiszteletére tett kiadásokat, de aztán visszavonta ezt az álláspontját, hogy ne tűnjön hálátlannak. Megkapta a Pater Patriae (=a nemzet atyja) címet. Dictatorrá nevezték ki harmadik alkalommal, és ezután további 9 évre egyéves terminusokra dictatornak jelölték. Továbbá 3 évre praefectus morumként (erkölcsi elöljáró) cenzori fennhatósággal rendelkezett.
I. e. 44 kezdetén Caeasar egyre nagyobb dicsőítése elmélyítette a szakadékot közte és az arisztokrácia között. Dictator Perpetuussá nevezték ki, ami egész életre szóló dictatori címet jelentett. Ez a titulus a Caesar arcképét ábrázoló érméken is megjelent, ami őt minden római felett állóvá helyezte. Néhányan „Rex”-nek (király) nevezték őt, de Caesar visszautasította ezt a titulust. Amikor Caesar a Venus templomban találkozott a szenátorok egy delegációjával, megtagadta, hogy érkezésükkor felállással köszöntse őket. Bár ez az esemény elködösül a történet különböző változatai miatt, de az teljesen világos, hogy Caesar mélyen megsértette a szenátust. Később megpróbálta kiengesztelni őket, ami enyhített a helyzeten, de a sérelem miatt az összeesküvés csírái kezdtek kibontakozni.

## Halálának körülményei és következményei

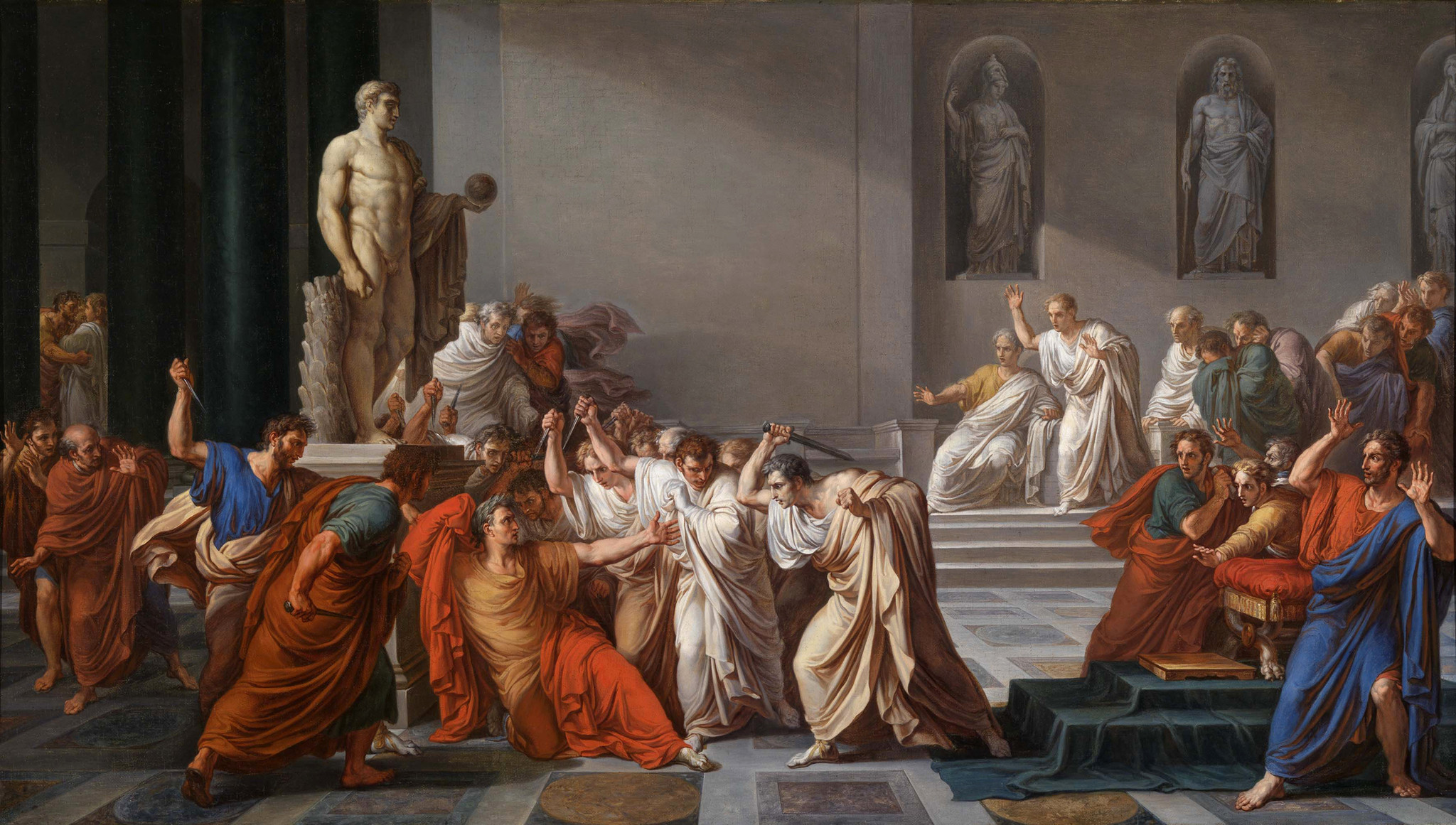
Vincenzo Camuccini: Cézár halála (1798)

A Caesar királlyá válásától való félelem folytatódott, amikor valaki diadémot helyezett el Caesar Rostrán lévő szobrán. A tribunusok – Gaius Epidius Marcellus és Lucius Caesetius Flavius – eltávolították a diadémot. Nem sokkal a diadémmal kapcsolatos eset után ugyanez a két tribunus több polgárt tartóztatott le, miután Caesart „Rex”-nek nevezték, amint Róma utcáin elhaladt. Caesar szigorúan lépett fel a támogatóit érő fenyegetések ellen. Elrendelte, hogy a letartóztatottakat engedjék el, és a két tribunust a szenátus elé állította és megfosztotta őket pozíciójuktól.
Az elkövetkező Lupercalia fesztivál Róma népének tesztje volt arra nézve, akarja-e Caesart királyának. Kr. e. 44. február 15-én Caesar felült a Rostrán lévő aranyozott székére bíbor köntösben, vörös cipőben és arany babérkoszorúval a fején, Dictator Perpetuusként. A fesztivál egyik hagyománya volt a szenthatár (pomerium) körüli verseny. A verseny keretén belül Marcus Antonius a Fórumra futott, és a papok a Rostrára emelték. Antonius egy diadémet mutatott fel, és megpróbálta Caesar fejére helyezni, mondván „a nép ajánlja ezt neked általam”. A tömeg örömujjongása azonban elmaradt, ezért Caesar gyorsan elutasította a diadémot. A tömeg beleegyezésként üvöltött, de Antonius ennek ellenére ismét megpróbálta a diadémot Caesar fejére helyezni. Miután a tömeg még ekkor sem hallatta beleegyező rivalgását, Caesar felállt székéből, és azt mondta: „Nem leszek Róma királya. Iuppiter a rómaiak egyetlen királya.” A tömeg egy emberként éljenezte döntését.
Caesar még egy hadjáratot tervezett Daciába és utána Parthiába. Utóbbi jelentős vagyonnal kecsegtette Rómát, valamint azt a tekintélyt biztosította volna keleten, amelyet Crassus 9 évvel azelőtt veszített el. Egy régi legenda szerint Parthiát csak király hódíthatja meg, ezért a szenátus felhatalmazta Caesart, hogy koronát viseljen bárhol a birodalom területén. Caesar úgy tervezte, hogy Kr. e. 44 áprilisában indul, ezért az erősödő titkos ellenzéknek gyorsan kellett cselekednie. Az ellenzék, amely többnyire azokból szerveződött akiknek Caesar megbocsátott, tudta, hogy egyetlen esélye Rómát Caesartól megszabadítani, ha nem hagyják őt Parthiába indulni.
A római szenátus hagyományosan a Curia Hostiliában gyűlt össze, amely átépítés alatt állt egy tűzvész miatt, amely egy évvel korábban elpusztította. Ezért Caesar a Theatrum Pompeiumba hívta össze a szenátust március idusára (i. e. 44. március 15.). Pár nappal előtte egy jós azt mondta Caesarnak, óvakodjon március idusától. Ahogy a szenátus összegyűlt, Caesart megtámadta és meggyilkolta a szenátorok egy csoportja, akik magukat Liberatoresnek nevezték, tettüket azzal indokolták, hogy zsarnokölésnek nevezték azt, nem gyilkosságnak, és a köztársaság zsarnoktól való megszabadításának. A gyilkosok – akik a gyilkosság után bezárkóztak Iuppiter templomába – között volt Gaius Trebonius, Decimus Junius Brutus, Marcus Iunius Brutus és Caius Cassius Longinus; Caesar annak idején személyesen kegyelmezett meg későbbi gyilkosainak, valamint segítette őket karrierjükben. Brutus távoli rokona volt Caesarnak, aki bizalmas jóbarátjának tekintette, és egyik örökösévé tette őt. Bizonyos feltevések szerint Brutus Caesar törvénytelen fia volt, mivel Caesarnak viszonya volt Brutus anyjával, Servilia Caepionisszal, de Caesar csupán 15 éves volt, amikor Brutus született. Caesar 23 (mások szerint 35) szúrást szenvedett el, és ironikus módon Pompeius szobrának lábánál esett el. Egyes feljegyzések szerint Caesar Pompeiushoz fohászkodott halála előtt, s megpróbált valahogy szembe szállni gyilkosaival, döféseiket elkerülni, s segítségért is kiáltozott. Van olyan feljegyzés, hogy tógával takarta be magát, mintha így megvédhetné magát a döfésektől. Utolsó szavait különböző módon jegyezték fel:
- και συ τεκνον; (Kai sü, teknon?) (görög, „Te is fiam?” Suetonius szerint)
- Tu quoque, Brute, fili mi! (Lat., „Te is fiam, Brutus!” – Suetonius görög feljegyzésének egy modern latin fordítása)
- Et tu mi fili, Brute? (Lat., „te is fiam, Brutus?” – Shakespeare Julius Caesar művéből)

Egyes feltevések szerint nagyon irigy volt Nagy Sándorra, mert azt gondolta, hogy Nagy Sándor sokkal fiatalabb korában nagyobb birodalomra tett szert.
Egy elmélet szerint Caesar tudott az ellene szervezett összeesküvésről, és állítólag még a testőrét is elküldte, hogy az összeesküvők megölhessék. Ezt a döntést Caesar epilepsziájának tulajdonítják. Ezen elmélet támogatói azt állítják, hogy Caesar szándékosan ölette meg magát a szenátussal, hogy megmentse magát az egyre gyakrabban jelentkező rohamok miatti megaláztatástól, és biztosítsa hagyatékát. Bár Caesar meggyilkolása kedvező körülményeket teremtett örököse, Octavianus hatalomra emelkedéséhez, nincsenek hiteles bizonyítékok erre a feltevésre.

## Caesar családja
Feleségei

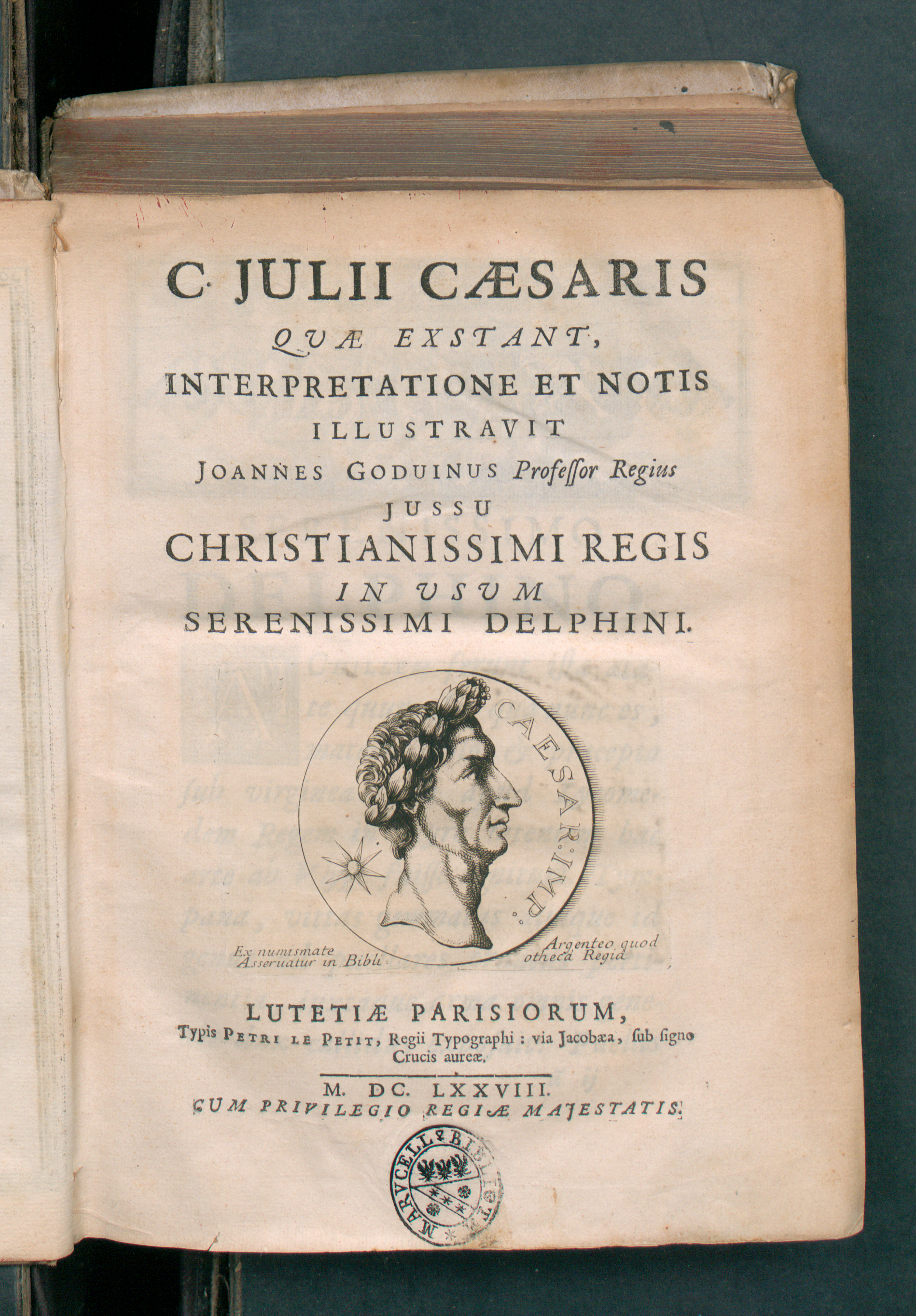
C. Iulii Caesaris quae extant, 1678

- Első felesége Lucius Cornelius Cinna leánya, Cornelia Cinnilla
- Második felesége Pompeia Sulla
- Harmadik felesége Calpurnia Pisonis

Gyermekei
- Julia Caesaris Cornelia Cinnillától
- XV. Ptolemaios Caesar (Caesarion, görögösen Kaiszarion) VII. Kleopátrától, aki egyiptomi fáraó lett.
- Fogadott fia Caius Octavianus (vér szerinti unokaöccse), aki Augustus néven Róma első császára lett.

Unokái
- Fiú unokája, Iulia Caesaris és Pompeius fia, pár napos korában meghalt

Szeretői
- VII. Kleopátra
- Servilia Caepionis, Brutus anyja

## Művei

### A gall háborúról és a polgárháborúról
Caesar íróként is jelentős a római történelemben. Reánk maradt két történeti munkája a 7 könyvből álló De bello Gallico (Feljegyzések a gall háborúról, kiadta Kr. e. 51-ben) és a 3 könyves De bello civili (Feljegyzések a polgárháborúról, írta Kr. e. 45/44-ben). Ezekben saját hadi tetteit írja le egyszerű stílusban és tárgyilagos hangnemben. Elektronikus elérésük:
- Commentarii de bello Gallico
- Commentarii de bello civili

### Egyéb művei
Caesart, mint szónokot kortársai nagyra becsülték, beszédeinek azonban csak töredékei maradtak fenn, ahogy költészeti alkotásai sem. Töredékek ismertek a gall háború alatt megírt De analogia című nyelvészeti munkájából. Elveszett a Cicerónak Catót magasztaló iratával szemben írt Duo Anticatonese, melyben az ifjabb Catót nevetségessé igyekezett tenni. Ugyanakkor néhány levele fennmaradt a Cicero-féle levélgyűjteményben. Emlékiratainak folytatása a De bello Gallico libri VIII., a De bello Alexandrino, a De bello Africano, és a De bello Hispaniensi. Az első kettőt általában A. Hirtiusnak, a harmadikat némelyek C. Asinius Polliónak tulajdonítják. A bellum Hispaniense szerzőjéről viszont találgatások sincsenek.

## Magyarul
- Cézár C. Iulius minden munkái és háborui. A galliai háboruról. 1–8. könyv, 1–2.; ford. Szép János; Egyetemi Ny., Buda, 1834
- C. Julius Caesar minden munkái. 2., A' polgári, alexandriai, africai és hispaniai háborúkról; ford., jegyz. Szenczy Imre; Egyetem betűivel, Buda, 1840 (Római classicusok magyar fordításokban)
- Caesar C. Julius művei; ford., jegyz. Sárváry Béla; Lampel, Pest, 1856
- De bello gallico; ford., jegyz. Boros Gábor; Stampfel, Pozsony, 1885 (Latin és görög classicusok fordítása és magyarázata)
- Caesar C. Julius művei. Emlékiratok a galliai hadjáratról; ford. Sárváry Béla, átdolg. Mikes Lajos; Lampel, Budapest, 1902
- C. Julius Caesar emlékiratai a gall háborúról, 1–2.; Schulhof, Szeged, 1903 (Latin classicusok magyar fordításban)
  - 1. I–IV. könyv; ford. Pazár Béla
  - 2. V–VIII. könyv; ford. Lippay György
- A gall háború; kieg. Aulus Hirtius Pansa, ford. Szepessy Tibor, jegyz. Boronkay Iván; Európa, Budapest, 1964
- A polgárháború; ford., utószó, jegyz. Ürögdi György; Magyar Helikon, Budapest, 1966
- Iulius Caesar feljegyzései / A gall háborúról; ford. Szepessy Tibor / A polgárháborúról; ford. Ürögdi György; Magyar Helikon, Budapest, 1974
- Caesar utolsó hadjáratai; ford., jegyz., utószó Hoffmann Zsuzsanna; Szukits, Szeged, 1999
  - Az alexandriai háború
  - Az afrikai háború
  - A hispániai háború
- Caesar C. Julius minden munkái. 2., A' polgári, alexandriai, africai és hispaniai háborúkról, Római classicusok magyar fordításokban (4). Magyar Királyi Egyetem, Buda, 1840
- Caesar C. Julius minden munkái. 1., A' gallus háborúról, Római classicusok magyar fordításokban (3). Magyar Királyi Egyetem, Buda, 1839

## Szakirodalom
- Leffler Sámuel: Római irodalomtörténet – A középiskolák felsőbb osztályai számára és a művelt közönség használatára, Lampel Róbert (Wodianer F. és Fiai) Cs. és Kir. könyvkereskedése, Budapest, 1903, 98–101. o.
- Sebestyén Károly: A római irodalom története – szemelvényekkel magyar írók latin műfordításaiból, Lampel Róbert (Wodianer F. és Fiai) Cs. és Kir. Udvari Könyvkereskedés Kiadása, 1902, 60–64. o.